# Рене Сантос
Рене Сантос (порт. René Santos, нар. 21 квітня 1992, Салвадор) — бразильський футболіст, захисник клубу «Гуарані» (Кампінас). Відомий за виступами в низці бразильських футбольних клубів.

## Ігрова кар'єра
Рене Сантос народився 1992 року в місті Салвадор. Вихованець юнацьких команд футбольних клубів «Крузейру», «Корінтіанс Алагоано», «Баїя» та «Греміо». У 2011 році перейшов до основної команди «Греміо», проте в основі клубу не закріпився, і наступного року грав у оренді в японському клубі «Кавасакі Фронталє», проте й після повернення з оренди гравцем основи не став, і з 2013 року став гравцем грузинського клубу «Зестафоні», в якому грав до 2015 року.
2015 року Рене Сантос уклав контракт з клубом «Динамо» (Тбілісі), у складі якого грав до 2017 року, та весь цей час був основним гравцем захисту команди.
У 2017 році футболіст повернувся на батьківщину, і з 2017 по 2019 рік грав у складі команд «Віторія» (Салвадор), «Атлетіко Гояніенсе» та «Парана», в яких провів у кожній до півтора десятка матчів.
З 2019 року Рене Сантос грав у складі португальського клубу «Марітіму», де став гравцем основного складу, та до 2021 року зіграв у складі клубу з Мадейри 58 матчів.
У 2021 році Рене Сантос став гравцем саудівського клубу «Ар-Раїд», а в 2022 році повернувся до «Марітіму», де грав до 2024 року. З 2024 року футболіст грає у складі бразильського клубу «Гуарані» (Кампінас).

## Досягнення
- Володар Суперкубку Грузії: (1):

«Динамо» (Тбілісі): 2015